# Melitta Brunner
Melitta Brunner (* 28. Januar 1907 in Wien, Österreich-Ungarn; † 26. Mai 2003 in Philadelphia) war eine österreichische Eiskunstläuferin, die im Einzellauf und Paarlauf startete.

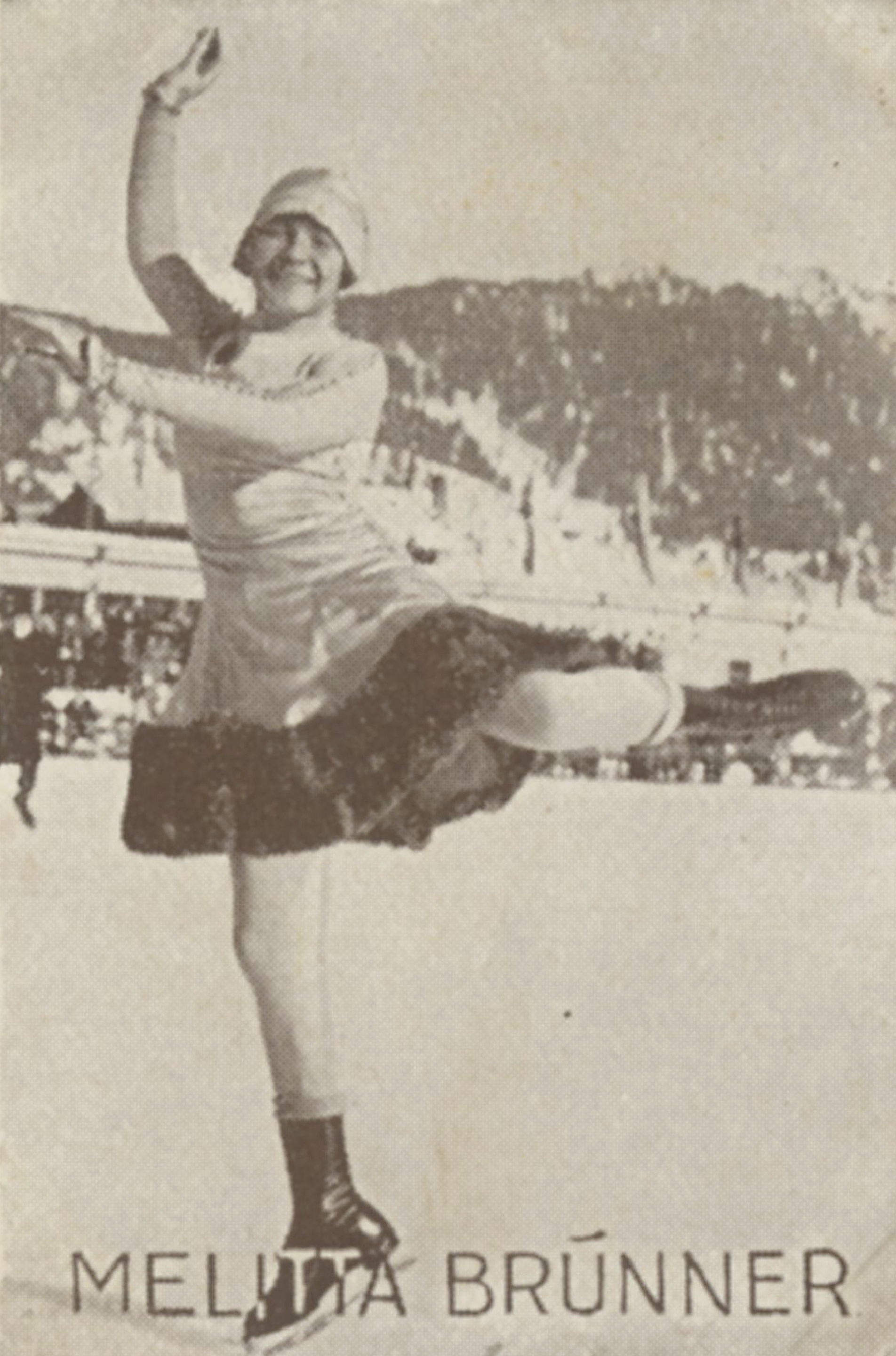
Sammelkarte von Melitta Brunner

Im Einzellauf wurde sie von 1926 bis 1930 fünfmal in Folge österreichische Vize-Meisterin, erst zweimal hinter Herma Szabó und dann dreimal hinter Fritzi Burger. 1928 bis 1930 nahm sie an Weltmeisterschaften teil und errang mit Bronze bei der Weltmeisterschaft 1929 in Budapest hinter Sonja Henie und Fritzi Burger ihre einzige Medaille. Bei den Olympischen Spielen 1928 wurde sie Siebte.
Im Paarlauf mit Ludwig Wrede war sie erfolgreicher. 1930 wurden sie österreichische Meister. Bei der Weltmeisterschaft 1928 gewannen sie Bronze und 1929 und 1930 wurden sie Vize-Weltmeister, erst hinter ihren Landsleuten Lilly Scholz und Otto Kaiser und dann hinter den Franzosen Andrée und Pierre Brunet. Bei den Olympischen Spielen 1928 gewannen sie in St. Moritz Bronze. Sie wurde erfolgreiche Profiläuferin und heiratete den Eiskunstläufer Paul Kreckow.

## Ergebnisse

### Einzellauf
| Wettbewerb / Jahr               | 1926 | 1927 | 1928 | 1929 | 1930 |
| ------------------------------- | ---- | ---- | ---- | ---- | ---- |
| Olympische Winterspiele         |      |      | 7.   |      |      |
| Weltmeisterschaften             |      |      | 5.   | 3.   | 5.   |
| Österreichische Meisterschaften | 2.   | 2.   | 2.   | 2.   | 2.   |

### Paarlauf
(mit Ludwig Wrede)
| Wettbewerb / Jahr               | 1928 | 1929 | 1930 |
| ------------------------------- | ---- | ---- | ---- |
| Olympische Winterspiele         | 3.   |      |      |
| Weltmeisterschaften             | 3.   | 2.   | 2.   |
| Österreichische Meisterschaften |      | 3.   | 1.   |